# ハノイ発夜行バス、南下してホーチミン〜ベトナム1800キロ縦断旅
『ハノイ発夜行バス、南下してホーチミン〜ベトナム1800キロ縦断旅』（ハノイはつやこうバス なんかしてホーチミン ベトナム1800キロじゅうだんたび）は、吉田友和による旅行エッセイ。2016年に幻冬舎文庫から発行された。2017年にこれを原案とする単発のテレビドラマが放送された。

## テレビ番組
テレビ東京の製作により、滝藤賢一主演のドキュメンタリー風ドラマという形で、2017年2月26日の16:00 - 17:15（JST）、『サンデースペシャル』枠で放送された。
主人公が原案である同名の書籍をきっかけに「自分らしくアレンジした旅」をするという設定であり、書籍の内容を再現したものではない。滝藤以外は現地の素人の出演者というドキュメンタリードラマある。ロケではトラブルも多く発生したが、滝藤は「すべてがいい方向に向く奇跡が続いた」と述懐している。

### あらすじ
医療器具メーカーに勤める40歳のサラリーマン・鈴木広太は、10日間の有給休暇をもらった。その休暇を利用して家族旅行に行こうと思っていたが、妻は仕事に、子供たちは学校と習い事に忙しいとから断られてしまい、鈴木ははじめての一人旅をしてみようと思い立った。行き先に迷っていたときに読んだ『ハノイ発夜行バス、南下してホーチミン〜ベトナム1800キロ縦断旅』に感化され、この本のようにベトナム縦断旅を決行すべく鈴木はテトの時期のハノイにやって来る。
最初の宿も決めていなかった行き当たりばったりの旅だが、鈴木は親しくなったバイクタクシーの運転手から「娘と結婚してくれ」と言われたり、長距離バスの中で出会ったツアーガイドの青年と彼のおじ夫婦からベトナム戦争の体験を聞いたり、日本語学校を経営する女性とその家族からの親切を受けたりと、現地の人たちと触れ合いながら現在のベトナムを知る7日間を過ごす。

### キャスト
- 鈴木広太：滝藤賢一
- ナム：ウー・タイ・チン[1] - 旅の初日にハノイで出会ったバイクタクシーの運転手。親日家で、日本人観光客を相手にしているため少しの日本語を話せる。
- ビエット：チェン・ジェウ・アイン[1] - ナムの娘。大学で日本語の勉強をしている。
- トアン：グエン・ソン・デイン・トアン[1] - 5日目に列車の中で出会ったホーチミンで日本語学校を経営する女性。2人の子を持つシングルマザー。

### スタッフ
- 原案 - 吉田友和『ハノイ発夜行バス、南下してホーチミン～ベトナム1800キロ縦断旅』（幻冬舎文庫）
- 演出・脚本 - 小関竜平
- 企画 - 池田公一、永島賞二
- 制作 - 伊場健一郎
- プロデューサー - 滝川治水、大伴直子
- 製作 - テレビ東京、テレコムスタッフ